# Free to Be You and Me
A Free to Be You and Me az Odaát című televíziós sorozat ötödik évadának harmadik epizódja.

## Cselekmény
Miután a fivérek útjai különváltak, Sam teljesen különválik a természetfelettire való vadászattól; elégeti hamis személyigazolványait és egy oklahomai bár csaposaként kezd új életet, míg Dean folytatja "hivatását", és tovább kutat természetfeletti lények után, illetve levadászik egy vámpírt.
A fiút a motelszobájában Castiel keresi fel, és mivel nem sikerült megkeresnie Istent, az ő segítségét kéri, hogy elfogják Rafael arkangyalt és megtudják tőle, hol van a Mindenható. Mivel a hírek szerint egy seriffhelyettes Maine államban látta az arkangyalt, amint az megölt több démont egy benzinkútnál, ellátogatnak hozzá, és FBI ügynököknek kiadva magukat, kifaggatják. Framingham helyettes elmondja, hogy az egész dolog, amit látott, nagyon furcsa volt, ugyanis egy villanást követően mindenki meghalt a helyszínen, csupán a verekedésben egymaga lévő Donnie Finnerman maradt életben, akit azóta a kórházban ápolnak, mivel teljesen összeomlott. Dean és Cas rájönnek, hogy Finnerman valóban Rafael porhüvelye, ám jelenleg már nincsen benne. Hogy előcsalogassák, Castiel egy szertartással akarja megidézni az arkangyalt, hogy aztán egy bizonyos szent tűzzel csapdába ejtse, ám ehhez még várniuk kell napfelkeltéig. Mikor Dean megtudja, hogy angyal barátja még nem volt nővel, elrángatja egy éjszakai bárban, ahol azonban hiába fizeti be egy nő mellé, Cas fura viselkedése miatt kénytelenek lesznek távozni. Mikor eljön az idő, megtörténik a rituálé, majd a tervek szerint egy vidéki, elhagyatott házban sikerül a szent tűzzel elfogniuk a megjelenő Rafaelt. Az arkangyal azt állítja, Isten már meghalt, és Castielt maga Lucifer támasztotta fel, ugyanis szüksége van a bukott angyalra. Dean és társa magára hagyják Rafaelt, aki erre azt feleli, úgyis meg fogja találni és végezni fog Castiellel. Miután beültek az Impalába, Dean elmondja Castielnek, sokkal jobban érezte vele magát egy nap alatt, mint öccsével több év alatt, ám mire mondata végére ér, Castiel már eltűnik...
Sam időközben, a napok során összeismerkedik munkahelyén a szintén csaposként dolgozó Lindsey-jel, aki meghívja Samet egy vacsorára, hogy jobban megismerhesse őt. A fiú felfigyel rá, hogy a közelben ómenek jelentek meg, így felhívja Bobby-t, aki azt javasolja, Sam nézzen utána az esetnek, ő azonban erről hallani sem akar. Egy nap három régi vadász barátja; Tim, Reggie és Steve térnek be a bárba, és arra kérik, tartson velük egy vadászatra, Sam azonban ezt szintén visszautasítja. Este azonban, zárás után Tim és Reggie ismét megjelenik, magukkal hozva Lindsey-t, elmondják, hogy a démonok Steve-et az akció során megölték, és arról kezdik faggatni Samet, igazat mondott-e az egyik gonosz, amikor azt állította, hogy a srác elhozta a Világvégét. Sam erre igennel felel, mire a két vadász nekiesik, a verekedésben azonban végül alulmaradnak, így távozni kényszerülnek.
A történtek után Sam nyugovóra tér, álmában pedig meggyilkolt szerelme, Jessica jelenik meg, és beszélgetni kezd a fiúhoz. Percekkel később fedi fel, hogy ő valójában Lucifer, és azt állítja, hogy Sam maga az ő porhüvelye. A fiú rettentően megdöbben, nem akarja elhinni, mielőtt pedig az álom szertefoszlana, a Sátán még közli vele; meg fogja találni, és el fogja érni, hogy Sam a testébe fogadja...

## Természetfeletti lények

### Angyalok
Az angyalok Isten katonái, aki időtlen idők óta védelmezik az emberiséget. Eme teremtményeknek hatalmas szárnyaik vannak, emberekkel azonban csak emberi testen keresztül képesek kapcsolatba lépni, ugyanis puszta látványuk nemcsak az emberek, de még a természetfeletti lények szemét is kiégetik, hangjuk pedig fülsiketítő. Isteni képességük folytán halhatatlanok.

### Vámpír
A vámpírok egyfajta legendabéli teremtmények: hasonlítanak az emberre, ennek ellenére állatok és emberek vérével táplálkoznak, ráadásul a hiedelem ellenére nem mindegyik fajtája fél a fénytől. Fizikai erejük nagy, étkezésüket két hosszúra nyújtható metszőfogukkal végzik, az emberek szívdobbanását és szagát pedig kilométerekről megérzik. Elpusztítani vagy megsebezni őket holtak vérével bekent tárgyakkal lehet, a leghatásosabb kivégzés azonban a fejük levágása.

## Időpontok és helyszínek
- 2009. ?

– Garber, Oklahoma
– Waterville, Maine

## Zenék
- Lynyrd Skynyrd – Simple Man

## Külső hivatkozások
- Supernatural-Free to Be You and Me az Internet Movie Database oldalon (angolul)